# Kepler-462b
Kepler-462b és un planeta extrasolar que forma part d'un sistema planetari format per almenys dos planetes. Orbita l'estel denominat KOI-89. Va ser descobert l'any 2015 per la sonda Kepler per mitjà de trànsit astronòmic.